# Love from the Other Side
«Love From the Other Side» es una canción interpretada por la banda estadounidense de rock alternativo Fall Out Boy, perteneciente a su próximo octavo álbum de estudio, So Much (for) Stardust, a publicarse en 2023. La canción la compusieron Patrick Stump, Pete Wentz, Joe Trohman y Andy Hurley. Esta es la primera canción que lanzó la banda después de tres años desde el álbum Believers Never Die 2.

## Crítica
Dillon Eastoe del medio Dork comentó que, a pesar de que Patrick había dicho que no lo llamen un viaje al pasado, la canción  "se sentía como si se hubiera abierto un agujero de gusano al 2007, escupiendo hook de rock urgente respaldado por guitarras distorsionadas y tambores resonantes".